# Bernaich
Bernaich ist eine Ortschaft in der Gemeinde St. Georgen am Längsee im Bezirk Sankt Veit an der Glan in Kärnten (Österreich). Die Ortschaft hat 92 Einwohner (Stand 1. Jänner 2024). Sie liegt auf dem Gebiet der Katastralgemeinden St. Georgen am Längsee und Goggerwenig.

## Lage
Die Ortschaft liegt im Sankt Veiter Hügelland im Zentrum des Bezirks Sankt Veit an der Glan, im Norden der Gemeinde Sankt Georgen am Längsee. Südlich der Ortschaft beginnt der Wolschartwald, etwa einen Kilometer südöstlich der Ortschaft liegt der Längsee, wenige hundert Meter westlich der Ortschaft verläuft die Friesacher Straße. Am nordwestlichen Ortsrand liegt ein Campingplatz.

## Geschichte

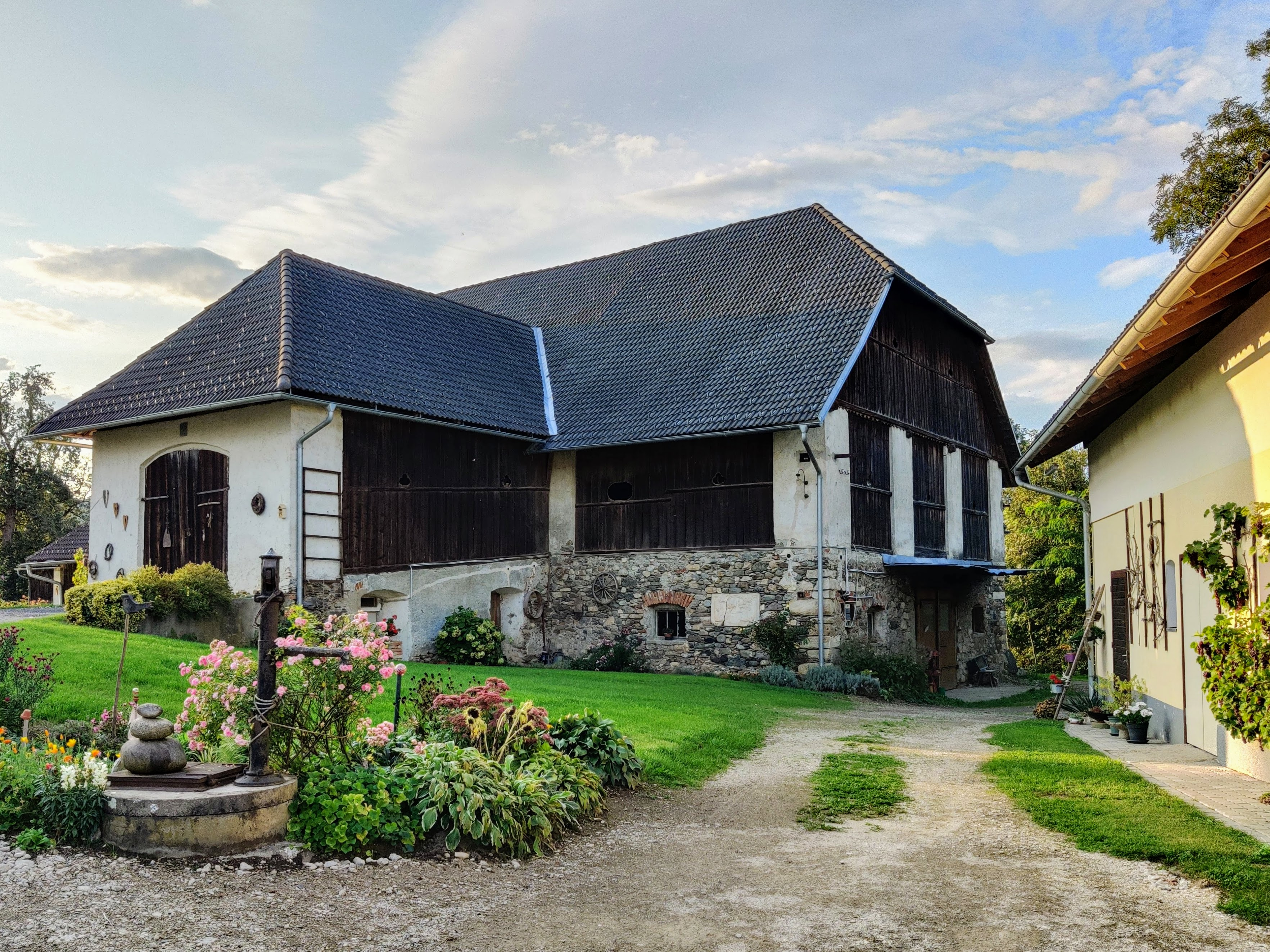
Stadl mit Römischem Reiterrelief

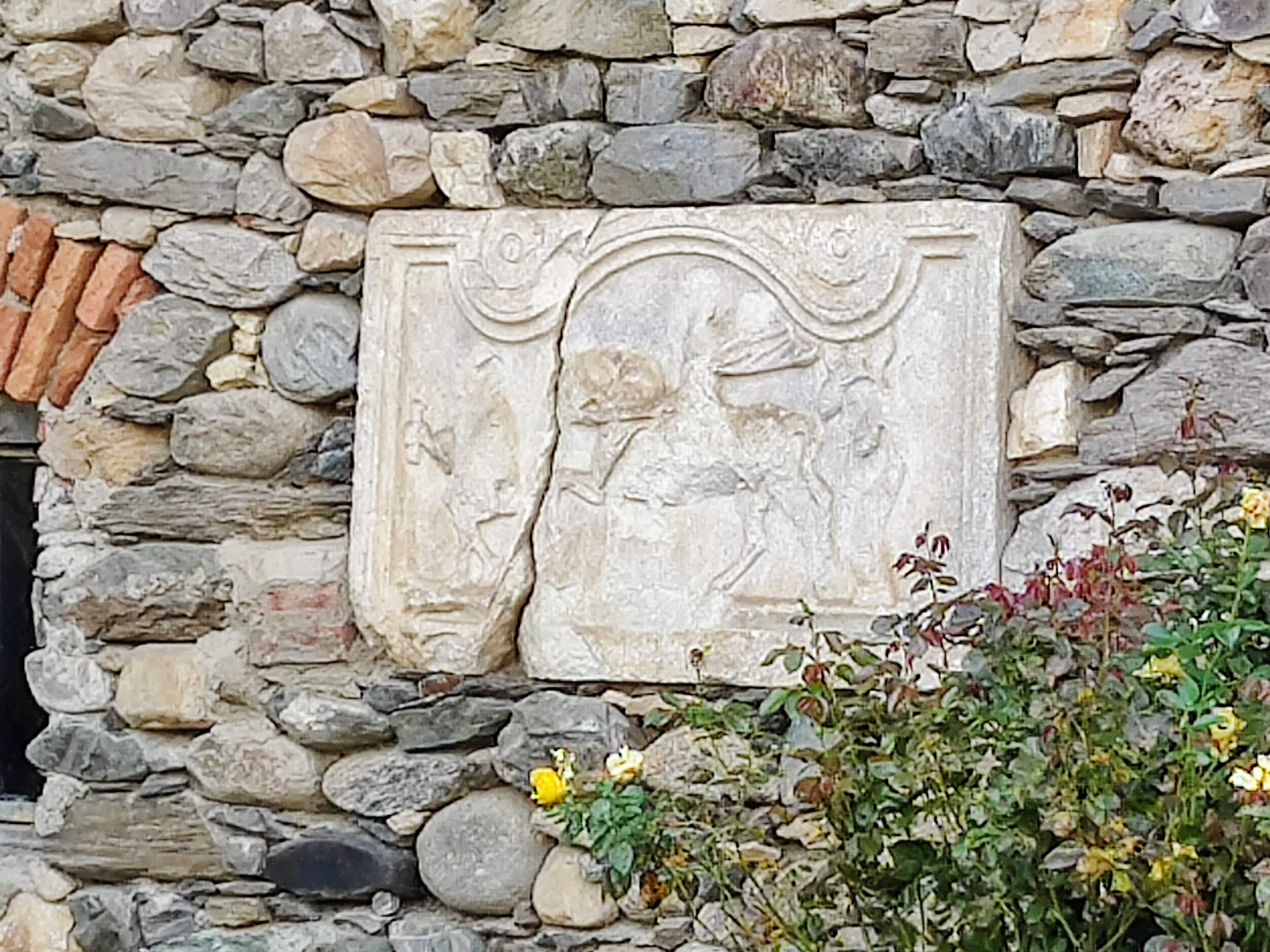
Römisches Reiterrelief

Im Bereich des Orts gab es schon in der Antike eine Siedlung. 1884 wurden im Bereich der Ortschaft zahlreiche Römersteine gefunden: Einige der Steine, darunter ein Reiterrelief, wurden dann für den Bau eines Stadls verwendet; ein Grabstein kam in das Kärntner Landesmuseum.
Der Ortsname Bernaich leitet sich von Eiche des Pero (altdeutscher Personenname) ab.
Im Franziszeischen Kataster wurde in der Ortschaft Bernaich eine Kirche St. Bartlmä verzeichnet; diese zur Pfarre St. Peter bei Taggenbrunn gehörende Filialkirche existiert heute nicht mehr.
Zunächst in der Steuergemeinde Dielach liegend, gehörte der Ort in der ersten Hälfte des 19. Jahrhunderts zum Steuerbezirk Osterwitz. Bei Bildung der Ortsgemeinden im Zuge der Reformen nach der Revolution 1848/49 kam Bernaich an die Gemeinde Pfannhof, bei deren Auflösung an die Gemeinde Meiselding. Im Zuge der Gemeindestrukturreform in Kärnten wurde die Ortschaft Bernaich 1972 der Gemeinde Sankt Georgen am Längsee angeschlossen; dabei wurden auch die Katastralgemeindegrenzen geändert, sodass der Ort nun auf dem Gebiet der Katastralgemeinde St. Georgen am Längsee lag. Bald nach der Jahrtausendwende entstand am südöstlichen Ortsrand eine Einfamilienhaussiedlung, die auf dem Gebiet der Katastralgemeinde Goggerwenig liegt.

## Bevölkerungsentwicklung
Für die Ortschaft zählte man folgende Einwohnerzahlen:
- 1869: 12 Häuser, 68 Einwohner[4]
- 1880: 12 Häuser, 63 Einwohner[5]
- 1890: 12 Häuser, 86 Einwohner[6]
- 1900: 13 Häuser, 70 Einwohner[7]
- 1910: 12 Häuser, 102 Einwohner[8]
- 1923: 12 Häuser, 86 Einwohner[9]
- 1934: 87 Einwohner[10]
- 1961: 14 Häuser, 80 Einwohner[11]
- 2001: 23 Gebäude (davon 12 mit Hauptwohnsitz) mit 23 Wohnungen; 55 Einwohner und 16 Nebenwohnsitzfälle; 15 Haushalte; 2 Arbeitsstätten, 8 land- und forstwirtschaftliche Betriebe[12]
- 2011: 32 Gebäude, 72 Einwohner, 28 Haushalte, 5 Arbeitsstätten[13]
- 2021: 43 Gebäude, 89 Einwohner, 37 Haushalte, 15 Arbeitsstätten[14]

## Persönlichkeiten
In Bernaich leben die unter anderem aus der ORF-Show Dancing Stars bekannten Tänzer Andy und Kelly Kainz.